# FC Germania 1910 Teveren
FC 1910 Germania Teveren is een Duitse voetbalclub uit Geilenkirchen.
De club werd opgericht in 1910 en de clubkleuren zijn geel en blauw.

## Bekende (oud)spelers
- Sieb Dijkstra
- Michel Haan
- Gène Hanssen
- Dave Roemgens